# Catedral de Senlis
La catedral de Notre-Dame de Senlis  es una iglesia de culto católico situada en la ciudad francesa de Senlis (departamento de Oise, región de Picardia). Esta catedral fue la antigua sede episcopal de Senlis antes de ser abolida por el Concordato de 1801 y pasar a depender de la diócesis de Beauvais. Está clasificada como Monumento histórico de Francia desde el año 1840.

## Historia
Notre-Dame de Senlis fue construida, en el siglo XII, sobre el lugar donde estaba emplazado un edificio religioso más antiguo, bajo impulso del obispo Pierre. Originalmente era un edificio cuya nave principal se encontraba desprovista de crucero, capillas lateral y transepto. A pesar de la frecuente presencia de los reyes Capetos en la región, las sucesivas ampliaciones son de origen episcopal; la única participación real de importancia fue la de Francisco I cuyo escudo de armas figura en el frontón de la puerta norte. La catedral conserva sus dimensiones modestas con una serie de construcciones agregadas en diferentes épocas de la arquitectura gótica, como la portada dedicada a la Virgen del siglo XII, la torre sur del XIII y las fachadas del transepto, obras maestras del gótico.